# Nghĩa Long
Nghĩa Long là một trong những xã trung du miền núi của huyện Nghĩa Đàn, tỉnh Nghệ An. Trung tâm xã nằm cạnh đường Hồ Chí Minh, đây là tuyến giao thông huyết mạch quan trọng nhất của xã. Với vị trí địa lý trên xã Nghĩa Long có những thuận lợi nhất định trong việc phát triển kinh tế so với các xã trong huyện, trong vùng.

## Vị trí địa lý
Nghĩa Long có ranh giới hành chính chung với các xã:
- Phía Bắc giáp xã Đông Hiếu
- Phía Nam giáp xã Nghĩa Lộc
- Phía Đông giáp xã Đông Hiếu, xã Nghĩa Lộc
- Phía Tây giáp hai xã Nghĩa Hòa, Nghĩa Khánh.
Xã Nghĩa Long có địa hình đồi núi cao dày đặc ở phía Tây, nghiêng dần từ Tây sang phía Đông và phía Nam. Cao độ trung bình từ 15 - 20m, nơi cao nhất 30 m, thấp nhất 6 m. Mạng lưới giao thông đường bộ kết hợp với hệ thống thủy lợi, suối, đồi núi phân cách đồng ruộng thành nhiều vùng nhỏ lẻ.

## Khí hậu thời tiết
Nghĩa Long nằm trong vùng khí hậu nhiệt đới gió mùa và có chung đặc điểm của vùng miền núi Bắc Trung Bộ.
- Chế độ nhiệt: Có hai mùa rõ rệt, mùa nóng từ tháng 4 đến tháng 9, tháng nóng nhất tháng 7, nhiệt độ cao tuyệt đối 41,1 °C. Mùa lạnh từ tháng 10 đến tháng 3 năm sau, nhiệt độ thấp tuyệt đối 10 °C, nhiệt độ trung bình năm là 23,7 °C, số giờ nắng trung bình năm 1.637 giờ.
- Chế độ mưa: Lượng mưa bình quân hàng năm 1.823mm. Trong năm lượng mưa phân bố không đều, chủ yếu tập trung vào 3 tháng 8, 9, 10. Lượng mưa thấp nhất từ tháng 1 đến tháng 3 chỉ chiếm khoảng 10% lượng mưa cả năm.
- Chế độ gió: Có hai hướng gió thịnh hành.
+ Gió mùa Đông bắc thổi từ tháng 11 đến tháng 3 năm sau, gió về thường mang theo giá rét.
+ Gió Tây Nam thổi từ tháng 4 đến tháng 9 có năm gây khô hạn.
- Độ ẩm không khí bình quân năm 85%, cao nhất trong năm trên 90%, thấp nhất trong năm 70%. Lượng bốc hơi bình quân năm 943 mm, lượng bốc hơi trung bình của các tháng nóng là 140 mm (tháng 5 đến tháng 9), của những tháng mưa là 61 mm (tháng 9 đến tháng 11).
Đặc trưng khí hậu: Biên độ nhiệt giữa các tháng trong năm lớn, chế độ mưa tập trung trùng với mùa bão, mùa nắng nóng có gió Phơn tây nam khô nóng, mùa lạnh có gió mùa Đông bắc giá hanh biểu hiện rõ đặc điểm của khí hậu nhiệt đới gió mùa.